# مقبرة السنطية
مقبرة السنطية أو مقبرة السمطية أو جبانة السنطية هي مقبرة للمسلمين وكانت الجبانة الرئيسية لسكان بيروت.

## تاريخ المقبرة
تم إنشاء المقبرة بواسطة الجيش المملوكي في العقد الثاني من القرن الثالث عشر الميلادي، ثم تمت توسعة المقبرة حتى وصلت لحدود سوق الخراطين، ثم تمت توسعتها مرة أخرى في أوائل القرن الثامن عشر الميلادي من أراضي قدمتها عائلات بيروت للأوقاف، فأصبحت ذات مساحة كبيرة جدا بالنسبة لأراضي العاصمة. تم استقطاع جزء من مرافقها لانشاء جادة الفرنسيين سنة 1922م. إتخذها المسلمون لدفن موتاهم، ولكن توقف الدفن فيها بسبب الحرب الأهلية اللبنانيّة التي نشبت عام 1975م، وفي سنة 1994م جرفتها شركة سوليداربسبب التوسعة للوسط التجاري وكذلك مقهى الحاج داود ومقهى البحرين. .

## موقع المقبرة
موقعها في إطار ما كان يُعرف باسم مزرعة القنطاري، وهي تقع بمحاذاة البحر الأبيض المتوسط شمالي بيروت قرب مقهى الحاج داود ومقهى البحرين في الطريق البحري الموصل إلى مرفأ بيروت وبمحاذاة أحد أطراف سور بيروت القديم، اشتهرت هذه المقبرة باسم أحد أبواب بيروت القديمة الذي كان يقال له (باب السنطيّة) وذلك لوجودها بالقرب منه، وتقع المقبرة خارج أسوارالمدينة القديمة من الجهة الجنوبية.

## سبب التسمية
تم تسميتها من أول مدرسة أنشأتها جمعية المقاصد الخيريّة الإسلاميّة في بيروت وهي مدرسة الإناث الأولى التي تأسست في الربع الأخير من القرن التاسع عشر الميلادي، فلقد بدأت الجمعية المذكورة أعمالها المدرسيّة بهذه المدرسة وخصصتها للبنات لأنها كانت تريد احتواءهن في مؤسسة إسلاميّة، وكانت هذه المدرسة تضمّ في نفس الوقت المكاتب الأولى للجمعية.

## شخصيات مدفونة بها
مدفون بها شخصيات علمية وعسكرية ودينية من لبنان أو من خارجها ممن كانوا في زيارة لبيروت ومن أبرزهم:
- صلاح الدين بن علاء الدين القلاوون.
- عمر الداعوق.[3][2]
- قاضي بيروت الشيخ أحمد أفندي الأغر.